# Trznadel popielaty
Trznadel popielaty (Emberiza cineracea) – gatunek małego ptaka z rodziny trznadli (Emberizidae). W dwóch podgatunkach gniazduje na trzech greckich wyspach, w południowej Turcji oraz przyległej części Iranu i Iraku. Bliski zagrożenia wyginięciem.

## Taksonomia
Po raz pierwszy gatunek opisał Christian Ludwig Brehm w 1855. Holotyp pochodził z tureckiego miasta Izmir. Autor nadał nowemu gatunkowi nazwę Emberiza cineracea. Obecnie (2021) Międzynarodowy Komitet Ornitologiczny (IOC) podtrzymuje tę nazwę.
Powszechnie wyróżniane są dwa podgatunki trznadla popielatego, zarówno przez IOC, autorów HBW, listy ptaków świata opracowywanej we współpracy BirdLife International z autorami HBW (5. wersja online: grudzień 2020), Clements Checklist of Birds of the World (sierpień 2019), jak i Howard and Moore Complete Checklist... (2014):
- trznadel popielaty[9], E. c. cineracea C.L. Brehm, 1855
- trznadel irański[9], E. c. semenowi Zarudny, 1904

Na przelotach w Lewancie miały być widywane osobniki o cechach pośrednich. Sugeruje to, że w jakiejś nieznanej jeszcze części zasięgu trznadel popielaty i irański mieszają się. Nie potwierdzają jednak tego zbiory muzealne, w których brak okazów o cechach pośrednich. Dobrze zaznaczone różnice między trznadlami popielatymi i irańskimi oraz możliwy brak kontaktu między populacjami lęgowymi (patrz: Zasięg występowania) skłania niektórych autorów do przypuszczeń, że mogą one reprezentować osobne gatunki. Dopóki nie zostaną przeprowadzone szczegółowe badania genetyczne i analiza głosów, lepiej jednak uznawać je za jeden gatunek. Możliwe, że te pozorne różnice wynikają ze zmienności osobniczej lub związanej z wiekiem, prawdopodobnie młodocianymi (1. lato) trznadlami irańskimi.

### Filogeneza
Trznadel popielaty tworzy nadgatunek z trznadlem skalnym (E. buchanani), modrogłowym (E. caesia) i ortolanem (E. hortulani). Według wyników uzyskanych przez Päckert et al. (2015) niecałe 5 mln lat temu trznadel skalny (E. buchanani) oddzielił się od kladu E. cineracea+E. caesia+E. hortulana. Następnie linia rozwojowa trznadla popielatego oddzieliła się od linii trznadla modrogłowego i ortolana nieznacznie przed 3 mln lat temu. Fragment drzewa filogenetycznego obejmujący 8 gatunków z rodzaju Emberiza przedstawiono na poniższym kladogramie:
|  | E. stewarti                                                        |
|  |                                                                    |
|  | \| \| E. citrinella \| \| \| \| \| \| E. leucocephalos \| \| \| \| |
|  |                                                                    |
|  | E. citrinella                                                      |
|  |                                                                    |
|  | E. leucocephalos                                                   |
|  |                                                                    |

|  | E. citrinella    |
|  |                  |
|  | E. leucocephalos |
|  |                  |

|  | E. stewarti                                                        |
|  |                                                                    |
|  | \| \| E. citrinella \| \| \| \| \| \| E. leucocephalos \| \| \| \| |
|  |                                                                    |
|  | E. citrinella                                                      |
|  |                                                                    |
|  | E. leucocephalos                                                   |
|  |                                                                    |

|  | E. citrinella    |
|  |                  |
|  | E. leucocephalos |
|  |                  |

|  | E. cineracea                                               |
|  |                                                            |
|  | \| \| E. caesia \| \| \| \| \| \| E. hortulana \| \| \| \| |
|  |                                                            |
|  | E. caesia                                                  |
|  |                                                            |
|  | E. hortulana                                               |
|  |                                                            |

|  | E. caesia    |
|  |              |
|  | E. hortulana |
|  |              |

|  | E. cineracea                                               |
|  |                                                            |
|  | \| \| E. caesia \| \| \| \| \| \| E. hortulana \| \| \| \| |
|  |                                                            |
|  | E. caesia                                                  |
|  |                                                            |
|  | E. hortulana                                               |
|  |                                                            |

|  | E. caesia    |
|  |              |
|  | E. hortulana |
|  |              |

|  | E. stewarti                                                        |
|  |                                                                    |
|  | \| \| E. citrinella \| \| \| \| \| \| E. leucocephalos \| \| \| \| |
|  |                                                                    |
|  | E. citrinella                                                      |
|  |                                                                    |
|  | E. leucocephalos                                                   |
|  |                                                                    |

|  | E. citrinella    |
|  |                  |
|  | E. leucocephalos |
|  |                  |

|  | E. stewarti                                                        |
|  |                                                                    |
|  | \| \| E. citrinella \| \| \| \| \| \| E. leucocephalos \| \| \| \| |
|  |                                                                    |
|  | E. citrinella                                                      |
|  |                                                                    |
|  | E. leucocephalos                                                   |
|  |                                                                    |

|  | E. citrinella    |
|  |                  |
|  | E. leucocephalos |
|  |                  |

|  | E. cineracea                                               |
|  |                                                            |
|  | \| \| E. caesia \| \| \| \| \| \| E. hortulana \| \| \| \| |
|  |                                                            |
|  | E. caesia                                                  |
|  |                                                            |
|  | E. hortulana                                               |
|  |                                                            |

|  | E. caesia    |
|  |              |
|  | E. hortulana |
|  |              |

|  | E. cineracea                                               |
|  |                                                            |
|  | \| \| E. caesia \| \| \| \| \| \| E. hortulana \| \| \| \| |
|  |                                                            |
|  | E. caesia                                                  |
|  |                                                            |
|  | E. hortulana                                               |
|  |                                                            |

|  | E. caesia    |
|  |              |
|  | E. hortulana |
|  |              |

## Morfologia

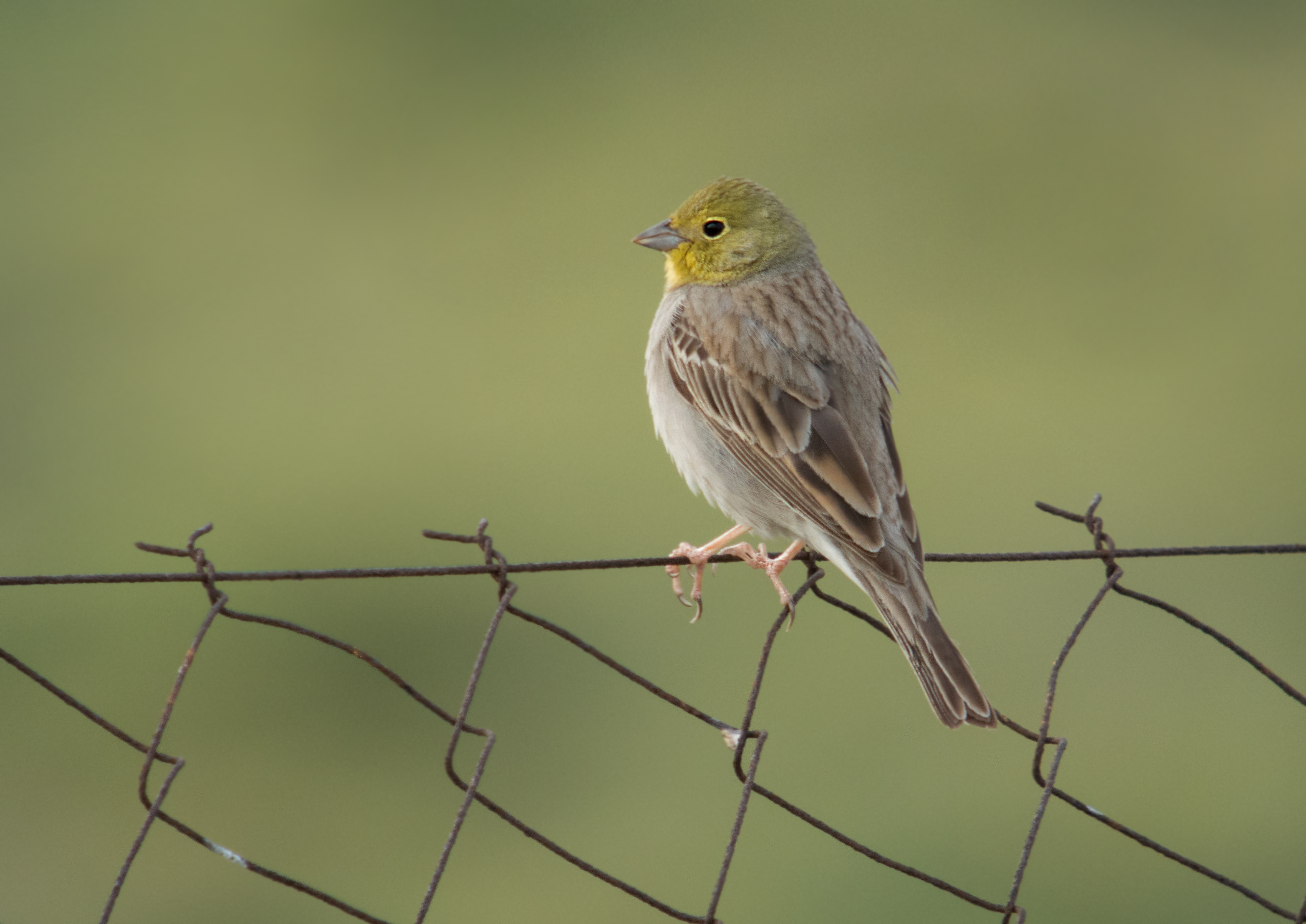
Osobnik sfotografowany na wyspie Lesbos

Długość ciała wynosi 16,5–18 cm, masa ciała – 221–297 g. Trznadle popielate są stosunkowo duże i smukłe, z długim dziobem, lecz raczej pozbawione wyraźnych cech charakterystycznych. Długość skrzydła i ogona u samców  (n=18) i samic (n=10) wynosi odpowiednio 88–98,5 mm (średnio 93,6 mm) i 85–91 mm (średnio 87,8 mm) oraz 70–78 mm (średnio 73,4 mm) i 67–73,5 mm (średnio 70,5 mm). Wysokość dzioba u osobników obu płci (n=26): 5,8–7,3 mm (średnio 6,5 mm). Dzięki swemu jasnemu i niemal pozbawionemu kreskowania upierzeniu, wąskiej obrączce ocznej  oraz jasnemu i dość mocnemu dziobowi trznadle popielate najbardziej podobne są do samic trznadli czarnogłowych (Granativora melanocephala). Odróżniają je między innymi białe rogi ogona. Samiec cechuje się gładką żółtawoszarą głową, żółtawym gardłem, szarą piersią oraz szarawym płaszczem z niepozornymi szarymi plamkami. Samice i osobniki młodociane (1. zima) można odróżnić dzięki drobnym kreskom na ciemieniu, płowobiałemu gardłu, brązowawej głowie i płaszczu oraz szarobrązowej piersi z drobnym kreskowaniem.
Dalszy opis dotyczy podgatunku nominatywnego, o ile nie zaznaczono inaczej. U samca czoło, ciemię, pokrywy uszne, boki głowy i kark szare, żółtawe, tworzące kształt słabo zaznaczonego kaptura. Kantarek nieco jaśniejszy, pasek podbródkowy słabo zaznaczony; poza tym przód głowy raczej jednolicie ubarwiony. Wierzch ciała szary ze słabo zaznaczonym ciemniejszym paskowaniem, niemal niewidocznym na kuprze i pokrywach nadogonowych. Skrzydła szare, bardziej brązowe od wierzchu ciała. Każde z piór ma czarniawy środek i cienkie płowe krawędzie, co tworzy słabo zarysowane paski skrzydłowe na końcach pokryw skrzydłowych większych i średnich. W świeżej szacie spoczynkowej skrzydła cechują się bardziej jednolitą barwą z ostrzej podkreślonymi wzorami. Ogon czarniawobrązowy. Dalsza od ciała część chorągiewek wewnętrznych dwóch zewnętrznych sterówek jest biała; biel zajmuje obszar o długości 21–30 mm. Pierś brązowoszara, podobnie jak część boków ciała; dostrzec można zielonawożółty nalot. Pozostałe dolne partie ciała mają barwę brudnobiałą. Tęczówka ciemnobrązowa. Obecna wąska, lecz dobrze widoczna jasnożółta obrączka oczna. Dziób jasnoszary. Nogi różowawe.
Samicę cechuje bardziej matowe upierzenie z wypłowiałym brązowoszarym „kapturem” oraz jasnym płowożółtym kantarkiem i gardłem (które u samców są bardziej czysto żółte). Pasek podbródkowy jest wyraźniejszy niż u samców. Biel na zewnętrznych sterówkach zajmuje obszar o długości 24–27 mm. Osobniki młodociane przypominają samice w szacie spoczynkowej, jednak ich ciemię i spód ciała pokrywają wyraźniejsze plamki i paski. Dziób jasnoszary, tak jak u dorosłych osobników.
Trznadle irańskie wyróżnia jaskrawożółty nalot na głowie i spodzie ciała. Szare części ciała pokrywa oliwkowy nalot, bardziej widoczny niż u przeciętnego trznadla popielatego. Również gardło ma oliwkowy nalot, a te u trznadli popielatych jest czysto cytrynowożółte. Niższa część grzbietu i kuper nieco brązowe, nie prawie czysto szare. Rozmiary ciała trznadli irańskich nie różnią się za to od trznadli popielatych, mają jedynie nieznacznie krótszy ogon i cieńszy dziób.

## Zasięg występowania i wędrówki

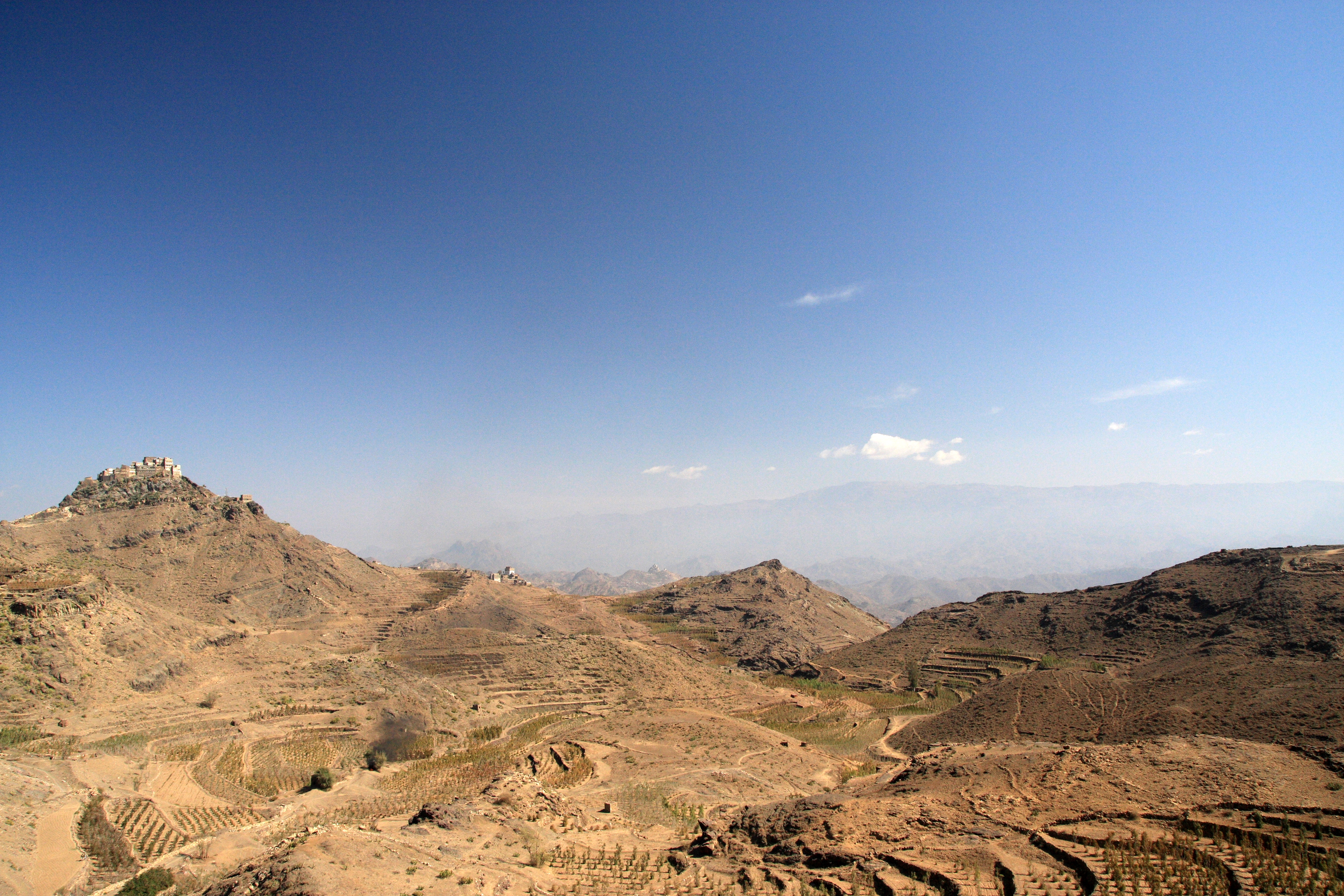
Trznadle popielate zimują między innymi w Jemenie. Tam odnotowano je na przykład w paśmie wyżyn Dżabal Haraz. Na zdjęciu widok z drogi do Al-Hadżara

Przedstawiciele podgatunku nominatywnego gniazdują w południowo-zachodniej Turcji od południowego regionu Marmara na wschód po wschodnie góry Taurus oraz na pobliskich wyspach wschodniej Grecji – Skiros, Lesbos i Chios. Swoje zimowiska mają w północno-wschodnim Sudanie, Erytrei oraz południowej Arabii Saudyjskiej.
Trznadle irańskie gniazdują w południowo-wschodniej Turcji na zachód po Gaziantep oraz w południowo-zachodnim Iranie w górach Zagros, aż po granicę z Irakiem, gdzie również gniazduje. Doniesienia o rzekomym gniazdowaniu w północnej Syrii nie są dobrze udokumentowane. Chociaż granica między obszarem występowania trznadla popielatego i irańskiego była podawana jako okolice Eufratu, to obserwacje terenowe i analiza zdjęć tam wykonanych wskazują, że zamieszkują je trznadle irańskie. Prawdopodobnie zimują w południowo-zachodniej części Półwyspu Arabskiego. Donoszono o ich obecności w Jemenie, północno-wschodnim Sudanie i Erytrei. Podobnie jak w przypadku trznadli popielatych, obszar zimowania trznadli irańskich jest słabo poznany.
Być może oprócz Sudanu i Erytrei zimowiska trznadli popielatych znajdują się również w Etiopii. Trznadle irańskie zdecydowanie wędrują na wschodnie i zachodnie zimowiska, jednak dostępne informacje – dość nieliczne – wskazują, że trznadle popielate udają się tylko na zachodnie zimowiska, a nie docierają do południowo-zachodniego Półwyspu Arabskiego. Jedyne współczesne stwierdzenia z Erytrei pochodzą z marca i kwietnia; te dawne miały miejsce w okresie listopad–luty. W tym też okresie co najmniej do 2004 trznadle popielate nie były obserwowane w innych państwach niż Erytrea i Jemen (poza jednym wyjątkiem). W Sudanie trznadle popielate widywane były w kwietniu i wrześniu, a w południowo-zachodniej Arabii Saudyjskiej – w marcu, kwietniu, wrześniu i grudniu. Osobniki na przelotach obserwowane są wzdłuż dwóch dobrze oddzielonych tras wędrówek ptaków poszczególnych podgatunków na następujących terenach: Cypr, Syria, Liban, Izrael, Jordania, Autonomia Palestyńska i Egipt (głównie E. c. cineracea) oraz Kuwejt, Katar, Bahrajn, Zjednoczone Emiraty Arabskie i Oman (E. c. semenowi).

## Ekologia i zachowanie
Trznadle popielate gniazdują na suchych pagórkowatych terenach z porozrzucanymi kamieniami i krzewami. Zimują na otwartych terenach i nadmorskich nizinach oraz u podnóża górzystych półpustyń i pustyń, które z rzadka porastają trawy i inna roślinność. Są to również obrzeża upraw, jednak uprawiane ziemie są użytkowane mało intensywnie. Wymienione obszary poprzeplatane są niższą roślinnością – mchami, paprociami, trawami czy roślinami zielnymi, obejmują również nieco drzew i zadrzewień, prawdopodobnie dostarczających nasion jako głównego pokarmu. Zimowiska położone są na wysokości 1220–2200 m n.p.m.
Trznadle popielate żerują na ziemi. Podczas wędrówek łączą się w luźne grupy z trznadlami modrogłowymi i ortolanami. Poza tym przebywają samotnie lub w niewielkich grupach rodzinnych złożonych z 4–5 osobników. Rzadko zbierają się w 10, czy nawet 40 osobników – tak liczną grupę obserwowano raz w Izraelu. Na zimowiskach chętnie dołączają do innych gatunków, jak trznadle innych gatunków, kulczyki Serinus i wróble skalne (Petronia petronia). Głosy trznadli popielatych przypominają głosy trznadli skalnych i modrogłowych. Odzywają się zgrzytliwym ostrym „tszirp”, pełnym „cziulp” lub krótszym „cziu”, często wydawanym naprzemiennie i w nieco zmienionej wersji. Pieśń tych ptaków przypomina tę u trznadli skalnych – jest prosta, żwawa, nieco ochrypła i z nierównym tempem, na przykład „zre, zriu-zriu-zriu zrih-zra”. Nierzadko kończą ją wysokie i niskie dźwięki następujące szybko po sobie.
Skład pożywienia trznadli popielatych jest słabo poznany. W okresie lęgowym żywią się głównie bezkręgowcami, poza nimi najważniejszym źródłem ich pokarmu są nasiona. Żołądki trzech osobników pozyskanych pod koniec maja zawierały gąsienice (Lepidoptera), muchówki (Diptera), chrząszcze (Coleoptera) i ślimaki płucodyszne (Pulmonata). Żołądki ośmiu trznadli popielatych pozyskanych w kwietniu zawierały bezkręgowce i nasiona, a zawartość trzech z nich składała się tylko z nasion.

### Lęgi
Lęgi trznadli popielatych są słabo poznane. Jaja odnotowywano pod koniec kwietnia w południowo-zachodnim Iranie oraz zachodniej Turcji, a także pod koniec maja we wschodniej Turcji. Tam też obserwowano świeżo opierzone młode do połowy sierpnia. Prawdopodobnie trznadle popielate są monogamiczne.
Gniazdo prawdopodobnie buduje jedynie samica, chociaż samiec często widywany jest w jej pobliżu. Umieszczone zostaje na ziemi przy kamieniu lub osłaniającej je kępce roślinności. Budulec stanowią kłosy lub wiechy, łodygi i liście roślin potocznie (a niekoniecznie poprawnie) zwanych ostem. Wyściełane jest korzonkami.
W zniesieniu znajduje się od 4 do 6 jaj. Skorupka ma barwę jasnoniebieską, pokrywają ją drobne kropki i inne wzory. Przynajmniej do początku 2. dekady XXI wieku nie był znany czas wysiadywania czy potrzebny do opierzenia się młodych.

## Status i zagrożenia
IUCN uznaje trznadla popielatego za gatunek bliski zagrożenia (NT, Near Threatened) nieprzerwanie od 1994 (stan w 2021); wcześniej w roku 1988 otrzymał status gatunku niższego ryzyka/najmniejszej troski. BirdLife International uznaje trend liczebności populacji za prawdopodobnie spadkowy, a opiera się na danych dotyczących tureckiej populacji.
Większość populacji lęgowej trznadla popielatego gniazduje w Turcji. W Iranie w górach Zagros w latach 90. XX wieku i na początku kolejnej dekady mogło gniazdować niecałe 100 par. W 2015 w irackiej części Kurdystanu gniazdowało co najmniej 1000 par. Populacja turecka obejmowała natomiast 3100–5500 par lęgowych. W latach 1990–2013 całkowita liczebność populacji mogła zmaleć o najwyżej 19%. W 2015 szacunkowo europejska populacja wraz z całą Turcją liczyła 6,4–11,4 tysiąca dorosłych osobników, światowa natomiast – 8,6–13,6 tysiąca dorosłych osobników, czyli około 12,9–20,4 tysiąca osobników ogółem.
Zagrożeniem dla trznadli popielatych są zmiany w intensywności wypasu. Prowadzenie bardzo intensywnego wypasu może prowadzić do zadeptywania gniazd, natomiast niedostateczny wypas potencjalnie spowoduje zmniejszenie dogodnych do żerowania obszarów. W zachodniej Turcji jeszcze co najmniej w latach 90. XX wieku odpowiednie środowiska życia gwałtownie przekształcano w związku z rozwojem turystyki. Siedliska w południowo-wschodniej Turcji zostały zalane po skonstruowaniu tam, co doprowadziło nie tylko do ich utraty, ale i przeniesienia się tamtejszej ludności do wcześniej niezamieszkanych terenów. Jeszcze w 2. dekadzie XXI wieku trznadlom popielatym zagrażał rozwój elektrowni wiatrowych i działalność górnicza.